# تداخل (فیلم)
تداخل (انگلیسی: Interference) یک فیلم به کارگردانی فیلم صامت و فیلم ناطق است که در سال ۱۹۲۸ منتشر شد. از بازیگران آن می‌توان به ویلیام پاول، اولین برنت، دوریس کنیون، و تام ریکتس اشاره کرد.